# Irrlicht
Irrlicht är en grafikmotor skriven i C++ som även har andra funktioner som behövs vid spelskapande, till exempel tangentbordshändelser. Irrlicht baseras på öppen källkods-principen och är licensierat under zlib.